# Necromancy
Necromancy (estilitzat com a NEC'RO•MAN'CY) és una pel·lícula de terror sobrenatural estatunidenca de 1972 dirigida per Bert I. Gordon i protagonitzada per Orson Welles, Pamela Franklin, Michael Ontkean i Lee Purcell. La trama segueix un enigmàtic líder de culte en una petita ciutat de Califòrnia que intenta aprofitar els poders d'una dona local per ressuscitar el seu fill mort.
La pel·lícula va ser reestrenada l'any 1983 sota el títol The Witching en un tall alternatiu.

## Argument
Després que la mestressa de casa de Los Angeles Lori Brandon pateix una mort fetal, el seu marit Frank aconsegueix una feina treballant a la divisió de publicitat d'una empresa de joguines a la comunitat de Lilith, al nord de Califòrnia. En el camí, són testimonis d'un accident de cotxe violent en què un vehicle que s'acosta en sentit contrari es desvia d'un terraplè i mata la conductora. Quan el seu cotxe més tard es queda sense gasolina, Frank camina cap a la ciutat i la Lori espera al cotxe. Vaga per un camp i troba una làpida sota un arbre; allà, té una estranya visió del funeral d'un nen jove.
En arribar a Lilith, Lori i Frank sopen amb el seu nou cap, l'excèntric Sr. Cato, que explica vagament que la feina de Frank a l'empresa implicarà màgia, i li regala a Lori un grimori. Priscilla, una altra de les empleades de Cato, es refereix al fill mort de Cato, de qui creu que només "descansa". La Lori també descobreix que la casa a la qual s'han mudat en Frank i ella havia estat llogada prèviament per la dona que va morir en l'accident de cotxe.
La Lori es posa cada cop més nerviosa quan observa el poder que Cato exerceix sobre la petita ciutat, posseint tots els seus negocis i mantenint la influència sobre els seus residents exclusivament joves, tots els quals semblen tenir interessos en l'ocultisme. Cato informa a la Lori de la seva recerca de la nigromància, l'acte de tornar a la vida als morts, l'únic poder que diu haver estat incapaç d'obtenir; també li explica que creu que ella té la clau entre la vida i la mort, i pot ajudar-lo a aconseguir la resurrecció del seu fill mort.
La Lori i el Frank són convidats a una festa, en arribar ella descobreix que és una unció formal a l'aquelarre de la ciutat, però ella es nega. L'endemà, és testimoni d'una aparició del fill de Cato, que la atrau al soterrani de casa seva, on és atacada per una horda de rates. Més tard, s'enfronta a Priscilla i un altre líder del culte, que li informa que ha de prendre el lloc del fill de Cato durant una cerimònia de nigromància. Aterrada, la Lori intenta localitzar en Frank quan no torna a casa de la feina. Truca a Nancy, una de les companyes de Cato. Nancy està enmig de tenir sexe amb Frank. Nancy menteix a la Lori dient-li que Frank va tornar a Los Angeles.
Priscilla truca a la Lori i li diu que vol deixar Lilith amb ella, i afirma tenir informació confidencial sobre Frank; tanmateix, la Lori la troba ofegada en un rierol del bosc abans que se suposa que es reunirà amb ella. Després d'una sèrie d'al·lucinacions, en Lori ensopega amb la cerimònia de nigromància a la tomba del fill de Cato, i és enterrada viva a canvi del retorn del seu fill.
De sobte es desperta i s'adona que els esdeveniments que ha viscut només eren un malson. Frank la consola, però aviat s'adona que està experimentant déjà vu, mentre discuteixen el seu camí imminent cap a Lilith. Ella s'adona que el seu malson era, de fet, una premonició dels esdeveniments a venir.

## Repartiment
- Orson Welles - Mr. Cato
- Pamela Franklin - Lori Brandon
- Lee Purcell - Priscilla
- Michael Ontkean - Frank Brandon
- Harvey Jason - Dr. Jay
- Lisa James - Georgette
- Susan Bernard - Nancy (com Sue Bernard)
- Brinke Stevens - Membre del culte (com Berinka Stevens)

## Producció
El rodatge va tenir lloc a Los Gatos, Califòrnia, l'any 1970, sota els títols provisionals A Life for a Life i The Toy Factory.
El biògraf de Welles, Josh Karp, suggereix que Welles va participar en la pel·lícula només per diners.
Els dos joves actors britànics, Pamela Franklin i Harvey Jason, es van conèixer al plató i es van casar el mateix any.

## Estrena
Durant la postproducció a l'estiu de 1971, Gordon i Valiant Productions van presentar una demanda contra la productora de la pel·lícula, Premiere Pictures, per recuperar el control creatiu de la pel·lícula. Un jutge del tribunal superior va concedir a Gordon 21 dies per produir una versió retallada de la pel·lícula en consonància amb la seva visió original, que després se li va ordenar que l'entreguessin a Premiere, a la qual se li va impedir legalment fer cap modificació.
La pel·lícula es va estrenar en cinemes als Estats Units per Cinerama Releasing Corporation a la tardor de 1972. En alguns llocs, es va anunciar com a The Devil God.
Més d'una dècada després del seu llançament original, el 1983, es va tornar a llançar amb un tall alterat amb el títol The Witching.

### Recepció crítica
Kevin Thomas de Los Angeles Times es va referir a la pel·lícula com una producció de "thriller tan ocult ... els valor de producció de Necromancy són tan sòlids com la seva trama plena de forats", tot i que va reconèixer que la pel·lícula està "tècnicament molt ben feta per al seu pressupost però no gaire pensada". Lawrence DeVine del Detroit Free Press va escriure de la pel·lícula: "Les mans ocioses són el taller d'Orson Welles, ja que Welles presta aproximadament el quatre per cent del seu immens talent al paper d'un tal senyor Cato ... Podria Burt I. Gordon, que va escriure, produir i dirigir aquesta olla de grills, tornar a treballar a Hollywood? A qui li importa?" William B. Collins de The Philadelphia Inquirer va assenyalar alguns "tocs d'humor redemptors", però finalment va resumir: "No estaria tan malament si Necromancy... aconsegueix ressuscitar els morts. Tot el que fa, però, és capturar-ne l'olor." Lloyd Ebert de Florida Today va observar que, a la seva projecció, la pel·lícula s'havia truncat aparentment la seva classificació PG, i com a resultat va patir de no tenir "cap progressió lògica."
Escrivint per The Morning Herald, Ed Sullivan va assenyalar que l'actuació de Welles a la pel·lícula va ser "gran". Joe Baltake de The Philadelphia Evening News la va anomenar "una pel·lícula horrible malgrat la presència de l'impressionant Orson Welles i la fiable Pamela Franklin ... A la zona de emocions i calfreds, Necromancy està lamentablement desnodrida. El que és pitjor, ni tan sols és entretinguda." Gregg Swem de The Courier-Journal va assenyalar que Welles apareix “desinteressat pel seu paper. La majoria de les seves línies es veuen com a conjurs murmurats... [El] guió és feble. La direcció no és inspirada."
El 2017, Melissa Garza de Scared Stiff Reviews va assenyalar que els elements de la pel·lícula psicodèlics "envelleixen tant la pel·lícula com treuen l'espectador del moment. Els efectes especials, encara que mínims, són força horribles. Tot i així, el bo supera amb escreix el dolent", remarcant també les actuacions com a "fantàstiques". El mateix any, la publicació CVLT Nation considera Necromancy com la 17a millor pel·lícula oculta de tots els temps.

### Mitjans domèstics
La pel·lícula es va estrenar en VHS als Estats Units com a The Witching tant per Paragon Video Productions com per Magnum Entertainment el 1983. Va ser llançada com a Necromancy' ' al DVD de Video International l'11 de febrer de 2008. La pel·lícula va ser llançada de nou en DVD per Pegasus Entertainment el 18 de novembre de 2002.
El 7 de juliol de 2016, Code Red DVD va llançar la pel·lícula en Blu-ray en una edició limitada de 1.000 còpies.